# نبرد مورویاما
نبرد مورویاما (به ژاپنی: 室山の戦い) یکی از نبردهای وابسته به جنگ گنپی مابین خاندان تایرا و خاندان میناموتو بود.